# Neoscona
Neoscona Simon, 1864 è un genere di ragni appartenente alla famiglia Araneidae dell'ordine Araneae.

## Etimologia
Il nome deriva dal greco νέος, nèos, cioè nuovo, recente, giovane, e il resto è di incerta attribuzione.

## Distribuzione
Le 97 specie oggi note di questo genere sono state rinvenute in tutti i continenti ad eccezione dei poli. In prevalenza la diversità si esplica in Asia, con 27 specie reperite in Cina, 25 in India e 11 nelle Filippine; in Africa sono state reperite 16 specie. Le specie dall'areale più vasto sono la N. adianta, rinvenuta in varie località della regione paleartica e la N. subfusca, reperita in diverse località del Vecchio Mondo (Europa, Asia e Africa).

## Tassonomia

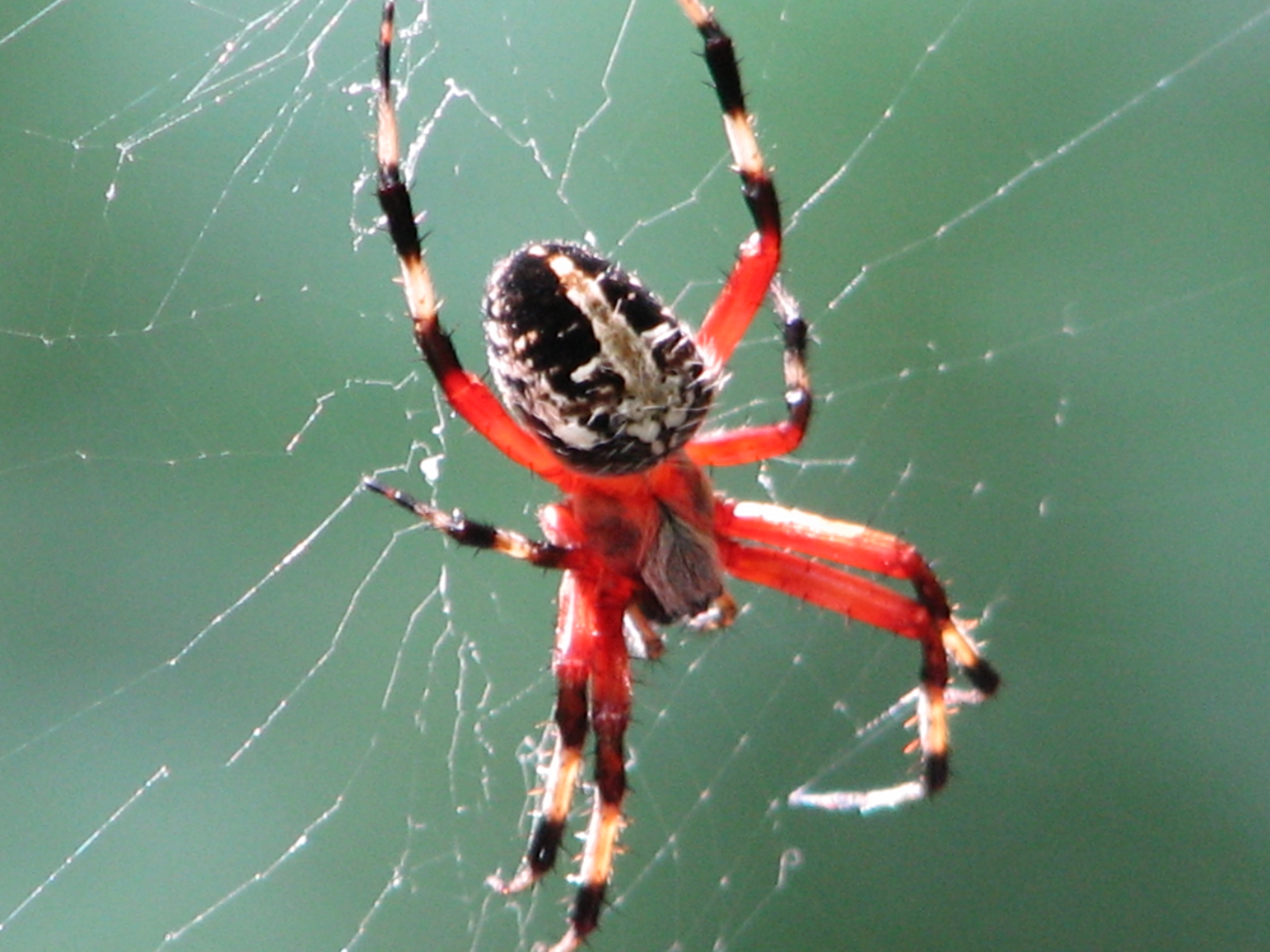
Neoscona domiciliorum

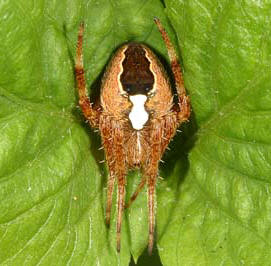
Neoscona scylla, femmina

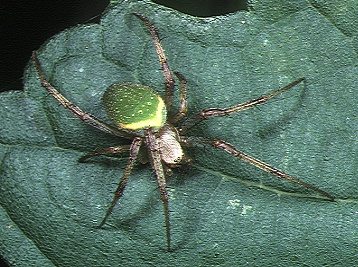
Neoscona scylloides, femmina

Nel 1954 l'aracnologo Roewer indicò questo genere quale sinonimo di Araneus Clerck, 1757; da tempo è però accettato da tutti gli autori come genere a sé.
Considerato sinonimo anteriore di Chinestela Chamberlin, 1924 a seguito di un lavoro di Archer del 1958 e di Cubanella Franganillo, 1926 in seguito ad uno studio dello stesso Franganillo di un decennio posteriore (1936c) con conseguente trasferimento della specie tipo.
Inoltre è anche sinonimo anteriore di Afraranea Archer, 1951a sulla base di uno studio sugli esemplari tipo di Araneus sanguipes Thorell, 1899 (anche se fondati su un'errata identificazione di Neoscona penicillipes da parte di Archer).
Non è infine sinonimo anteriore di Eriovixia Archer, 1951 a seguito di un lavoro dell'aracnologo Grasshoff del 1986, contra una precedente analisi di Berman & Levi del 1971.
Dal 2013 non sono stati esaminati esemplari di questo genere.
A marzo 2014, si compone di 97 specie e 13 sottospecie:
1. Neoscona achine (Simon, 1906) - India, Cina
2. Neoscona adianta (Walckenaer, 1802) - regione paleartica
  - Neoscona adianta persecta (Schenkel, 1936) - Cina
3. Neoscona alberti (Strand, 1913) - Africa centrale e meridionale
4. Neoscona albertoi Barrion-Dupo, 2008 - Filippine
5. Neoscona aldinei Barrion-Dupo, 2008 - Filippine
6. Neoscona amamiensis Tanikawa, 1998 - Giappone
7. Neoscona ampoyae Barrion-Dupo, 2008 - Filippine
8. Neoscona angulatula (Schenkel, 1937) - Madagascar, isola di Aldabra, Kenya
9. Neoscona arabesca (Walckenaer, 1842)[2] - America settentrionale e centrale, Indie occidentali
10. Neoscona bengalensis Tikader & Bal, 1981 - India, Pakistan
11. Neoscona bihumpi Patel, 1988 - India
12. Neoscona biswasi Bhandari & Gajbe, 2001 - India
13. Neoscona blondeli (Simon, 1886) - Africa
14. Neoscona bomdilaensis Biswas & Biswas, 2006 - India
15. Neoscona bucheti (Lessert, 1930) - Congo
  - Neoscona bucheti avakubiensis (Lessert, 1930) - Congo
  - Neoscona bucheti flexuosa (Lessert, 1930) - Congo, Yemen
16. Neoscona byzanthina (Pavesi, 1876) - Francia, Turchia
17. Neoscona cereolella (Strand, 1907) - Congo, Africa orientale, Madagascar
  - Neoscona cereolella setaceola (Strand, 1913) - Africa centrale
18. Neoscona cheesmanae (Berland, 1938) - Nuove Ebridi
19. Neoscona chiarinii (Pavesi, 1883) - Africa occidentale, centrale e orientale
20. Neoscona chongzuoensis Zhang & Zhang, 2011 - Cina
21. Neoscona chrysanthusi Tikader & Bal, 1981 - Bhutan, India, Pakistan
22. Neoscona crucifera (Lucas, 1838) - America settentrionale, isole Canarie, Madeira, Hawaii
23. Neoscona dhruvai Patel & Nigam, 1994 - India
24. Neoscona dhumani Patel & Reddy, 1993 - India
25. Neoscona domiciliorum (Hentz, 1847) - USA
26. Neoscona dostinikea Barrion & Litsinger, 1995 - Filippine
27. Neoscona dyali Gajbe, 2004 - India
28. Neoscona facundoi Barrion-Dupo, 2008 - Filippine
29. Neoscona flavescens Zhang & Zhang, 2011 - Cina
30. Neoscona goliath (Benoit, 1963) - Costa d'Avorio
31. Neoscona hirta (C. L. Koch, 1844) - Africa centrale e meridionale
32. Neoscona holmi (Schenkel, 1953) - Cina, Corea
33. Neoscona huzaifi Mukhtar, 2012 - Pakistan
34. Neoscona jinghongensis Yin et al., 1990 - Cina
35. Neoscona kisangani Grasshoff, 1986 - Congo
36. Neoscona kivuensis Grasshoff, 1986 - Congo
37. Neoscona kunmingensis Yin et al., 1990 - Cina
38. Neoscona lactea (Saito, 1933) - Taiwan
39. Neoscona leucaspis (Schenkel, 1963) - Cina
40. Neoscona lipana Barrion-Dupo, 2008 - Filippine
41. Neoscona lotan Levy, 2007 - Israele
42. Neoscona maculaticeps (L. Koch, 1871) - Giappone, isole Samoa
43. Neoscona marcanoi Levi, 1993 - Cuba, Hispaniola
44. Neoscona melloteei (Simon, 1895) - Cina, Corea, Taiwan, Giappone
45. Neoscona menghaiensis Yin et al., 1990 - Cina
46. Neoscona molemensis Tikader & Bal, 1981 - Bangladesh, dall'India alle Filippine, Indonesia
47. Neoscona moreli (Vinson, 1863) - da Cuba all'Argentina, dall'Africa alle Seychelles
48. Neoscona mukerjei Tikader, 1980 - India, Pakistan
49. Neoscona multiplicans (Chamberlin, 1924) - Cina, Corea, Giappone
50. Neoscona murthyi Patel & Reddy, 1990 - India
51. Neoscona nautica (L. Koch, 1875) - zona intertropicale
52. Neoscona novella (Simon, 1907) - isola di Bioko
53. Neoscona oaxacensis (Keyserling, 1864) - dagli USA al Perù, isole Galapagos
54. Neoscona odites (Simon, 1906) - India
55. Neoscona oriemindoroana Barrion & Litsinger, 1995 - Filippine
56. Neoscona orientalis (Urquhart, 1887) - Nuova Zelanda
57. Neoscona orizabensis F. O. P.-Cambridge, 1904 - Messico
58. Neoscona parambikulamensis Patel, 2003 - India
59. Neoscona pavida (Simon, 1906) - India, Pakistan, Cina
60. Neoscona penicillipes (Karsch, 1879) - Africa occidentale e centrale
61. Neoscona platnicki Gajbe & Gajbe, 2001 - India
62. Neoscona plebeja (L. Koch, 1871) - isole Figi, isole Tonga, isola Funafuti, isola Rapanui
63. Neoscona polyspinipes Yin et al., 1990 - Cina
64. Neoscona pratensis (Hentz, 1847) - USA, Canada
65. Neoscona pseudonautica Yin et al., 1990 - Cina, Corea
66. Neoscona pseudoscylla (Schenkel, 1953) - Cina
67. Neoscona punctigera (Doleschall, 1857) - dall'isola di Réunion al Giappone
68. Neoscona quadrigibbosa Grasshoff, 1986 - Africa centrale e meridionale
69. Neoscona quincasea Roberts, 1983 - Africa centrale e meridionale, isola di Aldabra
70. Neoscona rapta (Thorell, 1899) - Africa
71. Neoscona raydakensis Saha et al., 1995 - India
72. Neoscona rufipalpis (Lucas, 1858) - Africa, isola di Sant'Elena, isole Capo Verde, Yemen
  - Neoscona rufipalpis buettnerana (Strand, 1908) - Camerun, Togo
73. Neoscona sanghi Gajbe, 2004 - India
74. Neoscona sanjivani Gajbe, 2004 - India
75. Neoscona scylla (Karsch, 1879) - Russia, Cina, Corea, Giappone
76. Neoscona scylloides (Bösenberg & Strand, 1906) - Cina, Corea, Taiwan, Giappone
77. Neoscona semilunaris (Karsch, 1879) - Cina, Corea, Giappone
78. Neoscona shillongensis Tikader & Bal, 1981 - India, Pakistan, Cina
79. Neoscona simoni Grasshoff, 1986 - Africa centrale
80. Neoscona sinhagadensis (Tikader, 1975) - India, Pakistan, Cina
81. Neoscona sodom Levy, 1998 - Israele
82. Neoscona stanleyi (Lessert, 1930) - Congo
83. Neoscona subfusca (C. L. Koch, 1837) - Europa, Asia e Africa
  - Neoscona subfusca alboplagiata Caporiacco, 1947 - Tanzania
  - Neoscona subfusca pallidior (Thorell, 1899) - isola di Bioko
84. Neoscona subpullata (Bösenberg & Strand, 1906) - Cina, Corea, Giappone
85. Neoscona tedgenica (Bakhvalov, 1978) - Asia centrale
86. Neoscona theisi (Walckenaer, 1842) - India, dalla Cina alle isole del Pacifico
  - Neoscona theisi carbonaria (Simon, 1909) - Vietnam
  - Neoscona theisi feisiana (Strand, 1911) - isole Caroline
  - Neoscona theisi savesi (Simon, 1880) - Nuova Caledonia
  - Neoscona theisi theisiella (Tullgren, 1910) - Africa occidentale, centrale e orientale, Yemen
  - Neoscona theisi triangulifera (Thorell, 1878) - Nuova Guinea
87. Neoscona tianmenensis Yin et al., 1990 - Cina, Corea
88. Neoscona triangula (Keyserling, 1864) - dalle isole Capo Verde all'India
  - Neoscona triangula mensamontella (Strand, 1907) - Madagascar
89. Neoscona triramusa Yin & Zhao, 1994 - Cina
90. Neoscona ujavalai Reddy & Patel, 1992 - India
91. Neoscona usbonga Barrion & Litsinger, 1995 - Filippine
92. Neoscona utahana (Chamberlin, 1919) - USA, Messico
93. Neoscona vigilans (Blackwall, 1865) - dall'Africa alle Filippine, Nuova Guinea
94. Neoscona xishanensis Yin et al., 1990 - Cina
95. Neoscona yadongensis Yin et al., 1990 - Cina
96. Neoscona yptinika Barrion & Litsinger, 1995 - India, Filippine
97. Neoscona zhui Zhang & Zhang, 2011 - Cina

### Nomina dubia
- Neoscona benjamina (Walckenaer, 1841); esemplare femminile, reperito negli USA, originariamente ascritto all'ex-genere Epeira, ed in seguito trasferito in Araneus Clerck, 1757, a seguito di un lavoro degli aracnologi Berman & Levi del 1971, è da considerarsi nomen dubium[1].
- Neoscona mutabilis (Walckenaer, 1841); esemplare femminile, reperito negli USA, originariamente ascritto all'ex-genere Epeira, secondo l'aracnologo Roewer sinonimo di N. benjamina, a seguito di un lavoro degli aracnologi Berman & Levi del 1971, è da considerarsi nomen dubium[1].
- Neoscona nidificans (Hingston, 1932); esemplare femminile, reperito in Guyana, originariamente ascritto all'ex-genere Epeira, ed in seguito trasferito in Araneus Clerck, 1757 dall'aracnologo Mello-Leitão in un lavoro del 1948, a seguito di due studi di Levi (1991a) e (1995b) è stato considerato nomen dubium.
- Neoscona nigrovariata Mello-Leitão, 1941b; esemplare femminile, rinvenuto in Colombia, a seguito di un lavoro di Levi (1993a) è da ritenersi nomen dubium.
- Neoscona parallela Franganillo, 1931; esemplare femminile, rinvenuto a Cuba, a seguito di un lavoro degli aracnologi Berman & Levi del 1971, è da ritenersi nomen dubium.
- Neoscona rubicunda (Walckenaer, 1841); esemplare femminile, reperito negli USA, originariamente ascritto all'ex-genere Epeira, non considerato dall'aracnologo Roewer, a seguito di un lavoro di Berman & Levi del 1971, è da ritenersi nomen dubium.
- Neoscona sacra (Walckenaer, 1841); esemplari maschili e femminili, rinvenuti negli USA, originariamente ascritti all'ex-genere Epeira, ed in seguito trasferiti in Araneus Clerck, 1757, a seguito di un lavoro di Berman & Levi del 1971, sono da ritenersi nomina dubia.
- Neoscona vulgaris (Hentz, 1847); esemplare femminile, rinvenuto negli USA, originariamente ascritto all'ex-genere Epeira, rimosso dalla sinonimia con Araneus oviger, a seguito di un lavoro degli aracnologi Berman & Levi del 1971, è da ritenersi nomen dubium.